# 前590年
| 千纪： | 前1千纪 |
| 世纪： | 前7世纪 \| 前6世纪 \| 前5世纪 |
| 年代： | 前620年代 \| 前610年代 \| 前600年代 \| 前590年代 \| 前580年代 \| 前570年代 \| 前560年代                                                                                   |
| 年份： | 前595年 \| 前594年 \| 前593年 \| 前592年 \| 前591年 \| 前590年 \| 前589年 \| 前588年 \| 前587年 \| 前586年 \| 前585年                                                     |
| 纪年： | 周定王十七年 魯成公元年 齐顷公九年 晉景公十年 秦桓公十四年 宋文公二十一年 楚共王元年 衛穆公十年 陈成公九年 蔡景侯二年 曹宣公五年 郑襄公十五年 燕宣公十二年 杞桓公四十七年 |

## 大事記
- 春季，晉景公派瑕嘉調停周天子與戎人的衝突，單襄公到晉國拜謝。
- 米底人入侵烏拉爾圖王國，導致該王國滅亡。

## 逝世
- 欧里克拉担达斯（英语：Eurycratides）, 斯巴达國王
- 鲁萨三世（英语：Rusa III）, 烏拉爾圖國王 (一說去世於前615年)